# Paramphibotettix sanguinolentus
Paramphibotettix sanguinolentus är en insektsart som först beskrevs av Bolívar, I. 1887.  Paramphibotettix sanguinolentus ingår i släktet Paramphibotettix och familjen torngräshoppor. Inga underarter finns listade i Catalogue of Life.